# Калитка

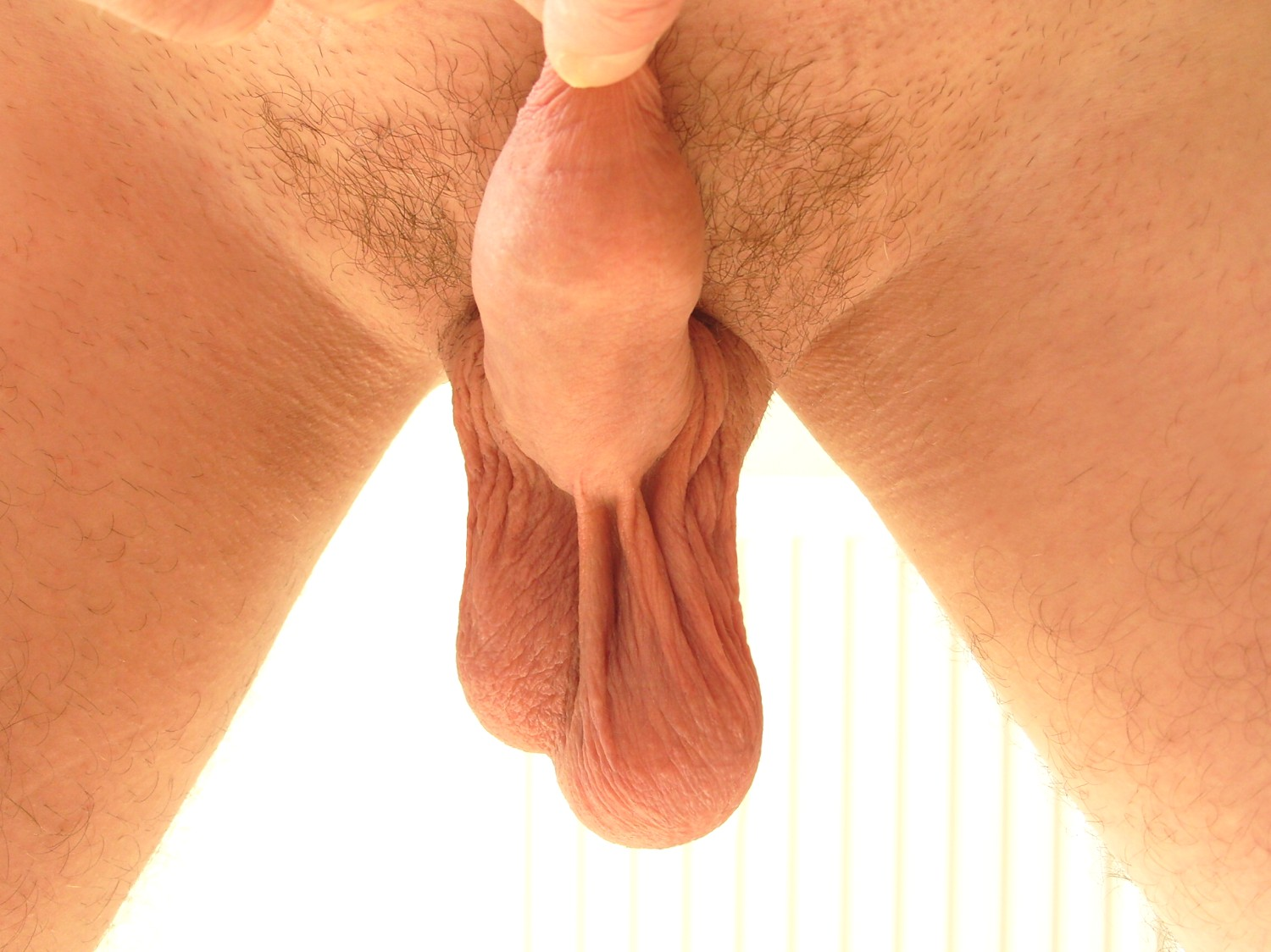
Вид спереду

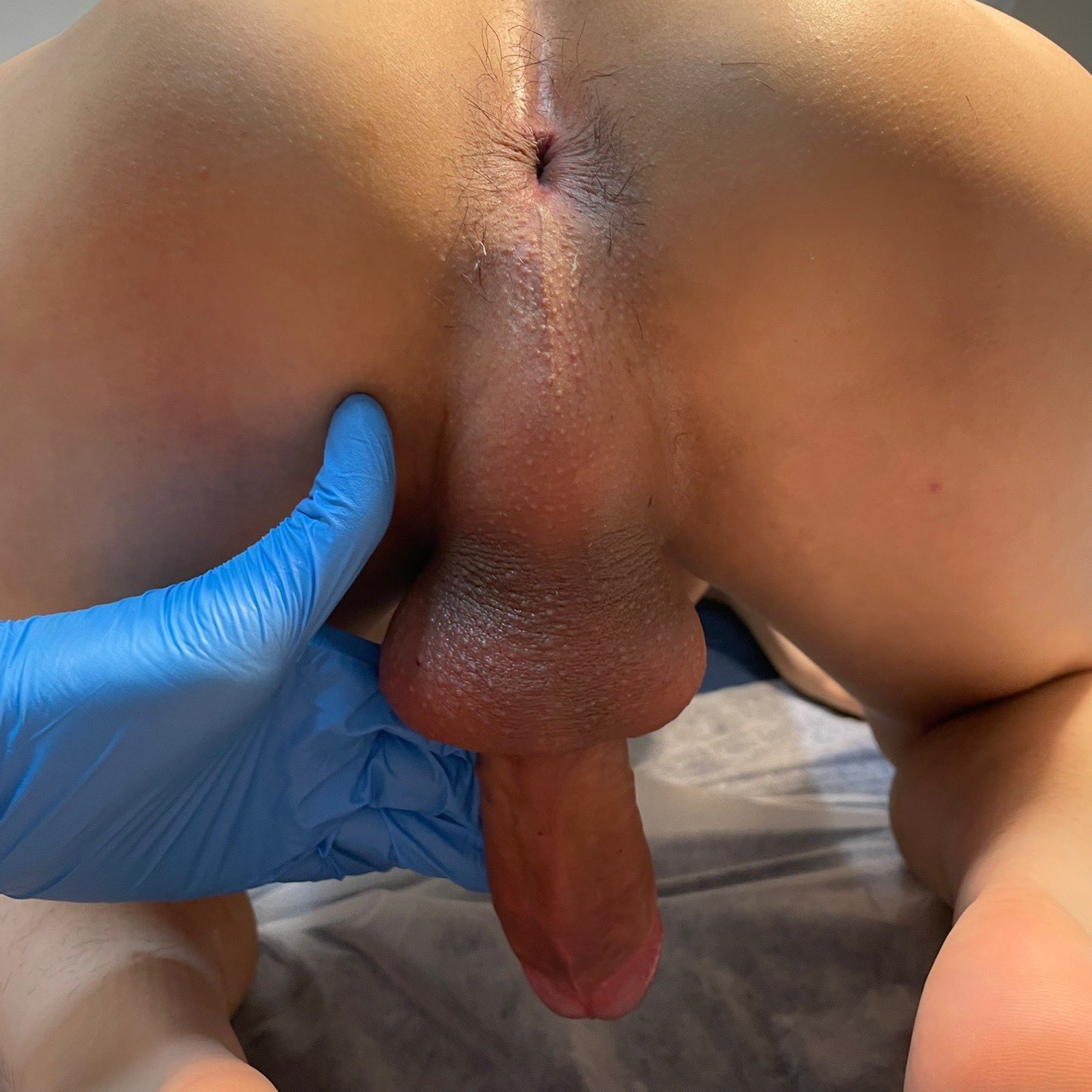
Вид ззаду

Кали́тка, також мошо́нка (лат. scrotum) — продовження черевної порожнини, анатомічно відмежоване від неї та розташоване ззовні, в ділянці промежини між статевим членом і анусом, в якому розташовані сім'яні залози.

## Назва
У «Словарі Грінченка» не згадується вживання лексем калитка, мошонка як анатомічних термінів. Слово «калитка» має первісне значення «гаманець», «гаман», «кисет». Утворене від застарілого калита́ («торба для грошей»), що має тюркську етимологію (каз., тат. і алт. калта, заст. тур. kalita). Варіант «мошонка» походить з прасл. *mošьna < *moxĭna, споріднене з «міх», «мішок», «міхур». Згідно зі «Словарем Грінченка», словом мошонка теж традиційно називався гаманець, мішечок для грошей (збереглося в діалектах), у СУМ-11 є твердження, що їх робили з калиток самців тварин. Співзвучна назва цього органа є в багатьох слов'янських мовах: біл. машонка, рос. мошонка, серб. мошнице/mošnice, пол. moszna, словен. môšnja, словац. miešok, хорв. mošnja.
Латинська назва scrotum, можливо, утворена від scortum («шкіра», «шкура»), метатеза в якому пояснюється ймовірним впливом scrautum («шкіряний сагайдак»).

## Опис
У людини після статевого дозрівання основа калитки покрита лобковим волоссям. Усередині неї існує подовжня перегородка, що розділяє її на дві половини, в кожній з яких є яєчко з придатком і сім'яним канатиком.
Розміщення яєчок в калитці дозволяє створювати для них температуру нижче, ніж усередині тіла. За оптимальну температуру вважається 34,4 °C. Температура підтримується приблизно постійною завдяки тому, що калитка опускається нижче в теплих умовах і підтягається до тіла в холодних умовах.
Одне яєчко зазвичай розташоване нижче за інше, що дозволяє їм не бути придавленими один до одного в поперечному напрямі.
Основні шари калитки — шкіра, м'ясиста оболонка, фасції і м'язи.
Калитка у людського плода утворюється в третьому місяці життя з лабіоскротальних складок навколо статевого горбка, які також дають початок великим статевим губам у жінок. Отже, ці утворення є гомологічними.

## Пірсинг
На шкірі калитки роблять деякі види інтимного пірсингу: «гафада» (проколюється шкіра калитки попереду), «гафада-драбина» (низка проколів вздовж шва калитки попереду), «наскрізний калитковий пірсинг» (створення наскрізної фістули в калитці), «гіш» (пірсинг між калиткою та анальним отвором).